# Andrzej Offmański
Andrzej Jerzy Offmański (ur. 23 sierpnia 1942 w Krzywczach) – polski duchowny katolicki, teolog, infułat, profesor nauk teologicznych.
W 1970 ukończył studia teologiczne w Wyższym Seminarium w Paradyżu i otrzymał święcenia kapłańskie. Doktorat obronił w 1984, a habilitację w 2001. W 2011 uzyskał tytuł naukowy profesora nauk teologicznych.
Specjalizował się w katechetyce. Pełnił funkcję kierownika Katedry Katechetyki na Wydziale Teologicznym Uniwersytetu Szczecińskiego. Obecnie rezydent parafii pw. Najświętszego Zbawiciela w Szczecinie.

## Ważniejsze publikacje
- W kierunku katechezy ewangelizacyjnej : polska katecheza młodzieżowa w latach 1945-2000 (2001)
- Koncepcja katechezy o charakterze ewangelizacyjnym według katechumenatu (2010)